# Aïn Kfeeh
 (novembre 2019).
Si vous disposez d'ouvrages ou d'articles de référence ou si vous connaissez des sites web de qualité traitant du thème abordé ici, merci de compléter l'article en donnant les références utiles à sa vérifiabilité et en les liant à la section « Notes et références ».
Ain Kfeeh (arabe : عين كفاع) est une commune libanaise, localisée dans le District de Jbeil de la région du Mont Liban.
La ville est connue pour ses oliviers[réf. souhaitée].